# Мензулана
Мензулана, ређе мезулана, мензилхана или мезилана, је постаја за замену коња и одмор носилаца порука татара – данашњих поштара. Мензулана је такође било место где је татарин могао добити и оброк. Мензулане су успостављене пре свега на Цариградском друму. Мензулане је основао Мурат IV (1623–1640)